# Valašská Polanka
Valašská Polanka (in tedesco Walachisch Polanka) è un comune della Repubblica Ceca facente parte del distretto di Vsetín, nella regione di Zlín.